# Enyellé
Enyellé – miasto w północno-wschodnim Kongu, w departamencie Likouala. Według danych na rok 2007 liczyło 6 027 mieszkańców.